# Trupanea terryi
Trupanea terryi
 es una especie de insecto díptero que Hardy describió científicamente por primera vez en el año 1988.
Esta especie pertenece al género Trupanea de la familia Tephritidae.